# André Grétry
André Ernest Modeste Grétry (Lieja, Principat de Lieja, actualment a Bèlgica, 8 de febrer de 1741 – Montmorency, França, 24 de setembre de 1813) fou un compositor d'opéras-comiques. El 1767 va anar a viure a París i aviat prengué la nacionalitat francesa.

## Biografia

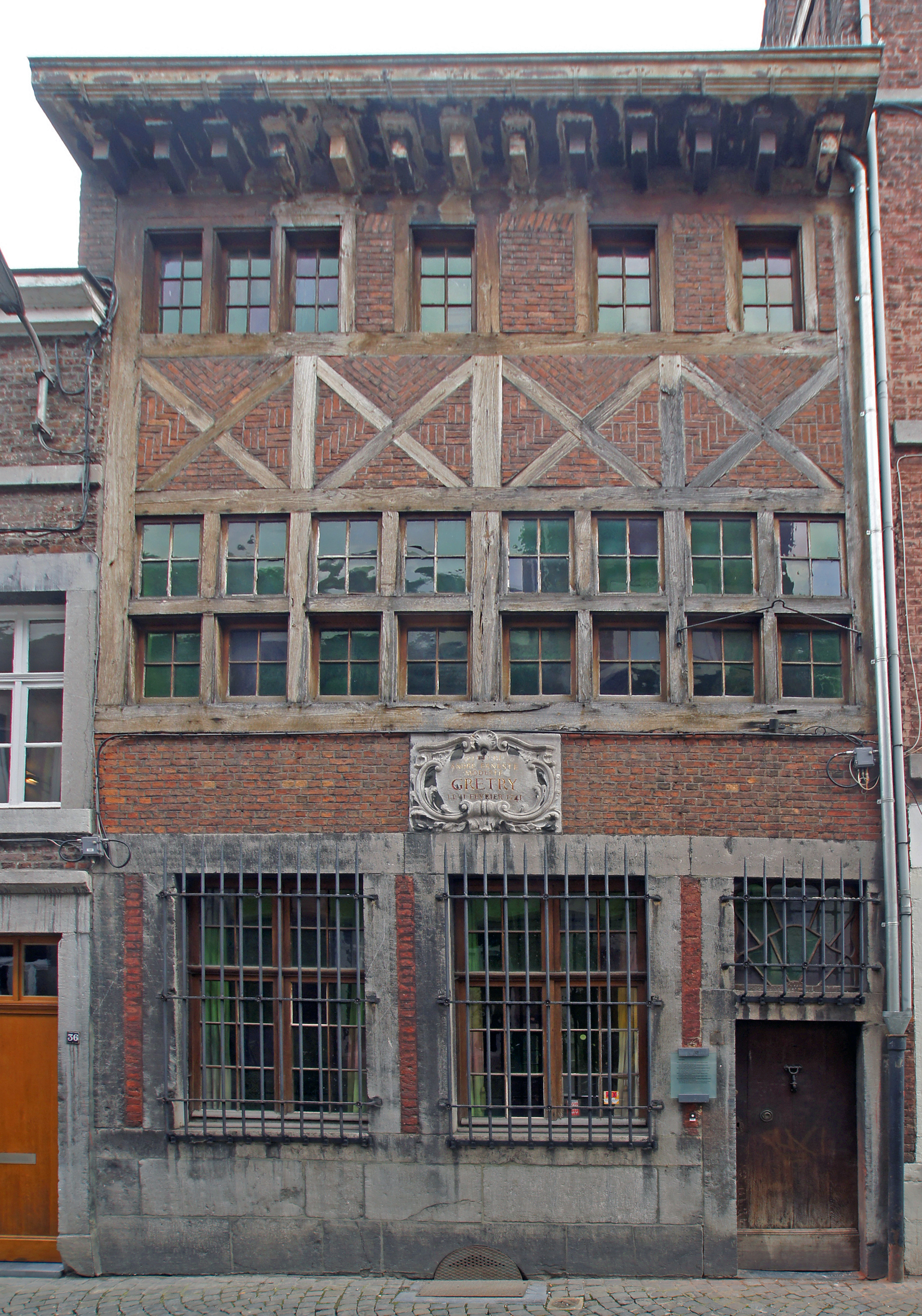
La casa natal i actual museu Grétry a Lieja, feta de pedra natural i entramat de fusta

Va néixer a Lieja, a una casa a la rue des Récollets, com fill d'un músic pobre. De jove era escolà a l'església Saint-Denis.
A Lieja va estudiar a prop de Leclerc i de l'organista de l'església de Sant Pere, Nicolas Rennekin, va estudiar composició i teclat a prop de Henri Moreau, mestre de música a la col·legiata de Sant Pau. El 1758 la seva missa solemne va obtenir molt èxit i en conseqüència va rebre una beca del canonge Hurley i així va poder estudiar a Roma i Bolonya. A Roma estudià a prop de Casali, mestre de capella de la basílica Sant Joan del Laterà. S'estava per cinc anys al Col·legi de Lieja. Ell mateix deia que el seu domini d'harmonia i de contrapunt era modest.
Després de la missa solemne, el seu primer gran èxit de música profana era La vendemmiatrice un intermezzo o una opereta que va crear-se al teatre Aliberti a Roma. Segons la llegenda, va ser en llegir la partitura d'una òpera de Pierre-Alexandre Monsigny que el secretari de l'ambaixada francesa li va prestar, que va decidir dedicar-se a l'òpera còmica francesa. Va marxar de Roma a l'inici de 1767 per estar-se unes setmanes a Ginebra on va trobar-se amb Voltaire i Rouseau abans d'anar-se cap a París.
Els primers anys a París eren temps de misèria, tot i tenir-hi amics i relacions. El comte Gustaf Philip Creutz, ambaixador de Suècia va donar-li un libretto Le Huron de Jean-François Marmontel. En sis setmanes va compondre la música. L'estrena a l'agost 1768 va ser un èxit total. Dos més èxits successius Lucille i Le tableau parlant van fixar la seva reputació de primer compositor d'òpera còmica.
Va compondre més de cinquanta òperes, d'entre les quals dues obres mestres: Zémire et Ador 1771 i Richard Coeur de Lyon 1784. L'òpera-ballet La caravane du Caire, que descriu una aventura semblant a la de Mozart El rapte del serrall, va estrenar-se al castell de Fontainebleau el 1783 i romandrà més de cinquanta anys al repertori francès. Tot i compondre unes obres de circumstància La rosière républicaine i La fête de la raison i unes obres clàssiques mereixedors, la seva força rau a les òperes melodramàtiques franceses.
L'amic de la reina Maria Atonieta, padrina d'un dels seus fills, va evolucionar amb el temps i va reeixir a amistar-se cada vegada que el règim va canviar: la cort reial va cobrir-lo d'honors i de premis, la república va anomenar-lo inspector del Conservatori i Napoleó va atorgar-li la creu de la Legió d'Honor.
Va ensenyar o protegir diverses dones aspirants a compositores d'òpera com Sophie de Bawr, Julie Candeille, Caroline Wuiet i la seva filla Lucile Grétry.
Va morir el 1813 a Montmorency, en una casa que havia comprat de Rousseau, i serà sebollit al cementiri del Père-Lachaise. Tot i estipular al seu testament que el seu cor haurà de sebollir-se a Lieja, va caldre un plet abans que es portés a terme. El 1842, una estàtua de bronze es va erigir a la seva ciutat natal, enfront del – aleshores nou – teatre d'òpera.
A l'ocasió del centenari de la seva mort, el 13 de juliol de 1913, el rei Albert I de Bèlgica i la reina Elisabet van inaugurar a Lieja un museu on s'exposen objectes personals i documents, a la seva casa natal, al carrer rue des Récollets. L'acadèmia de música de la ciutat de Lieja va dedicar-se al compositor.

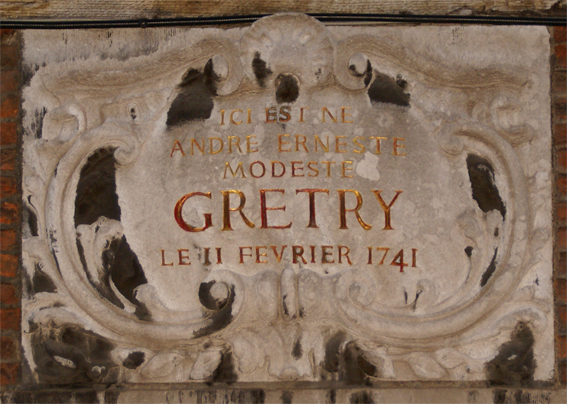
Pedra commemorativa a sa casa natal Nota: A la pedra s'ha escrit Erneste en lloc d'Ernest
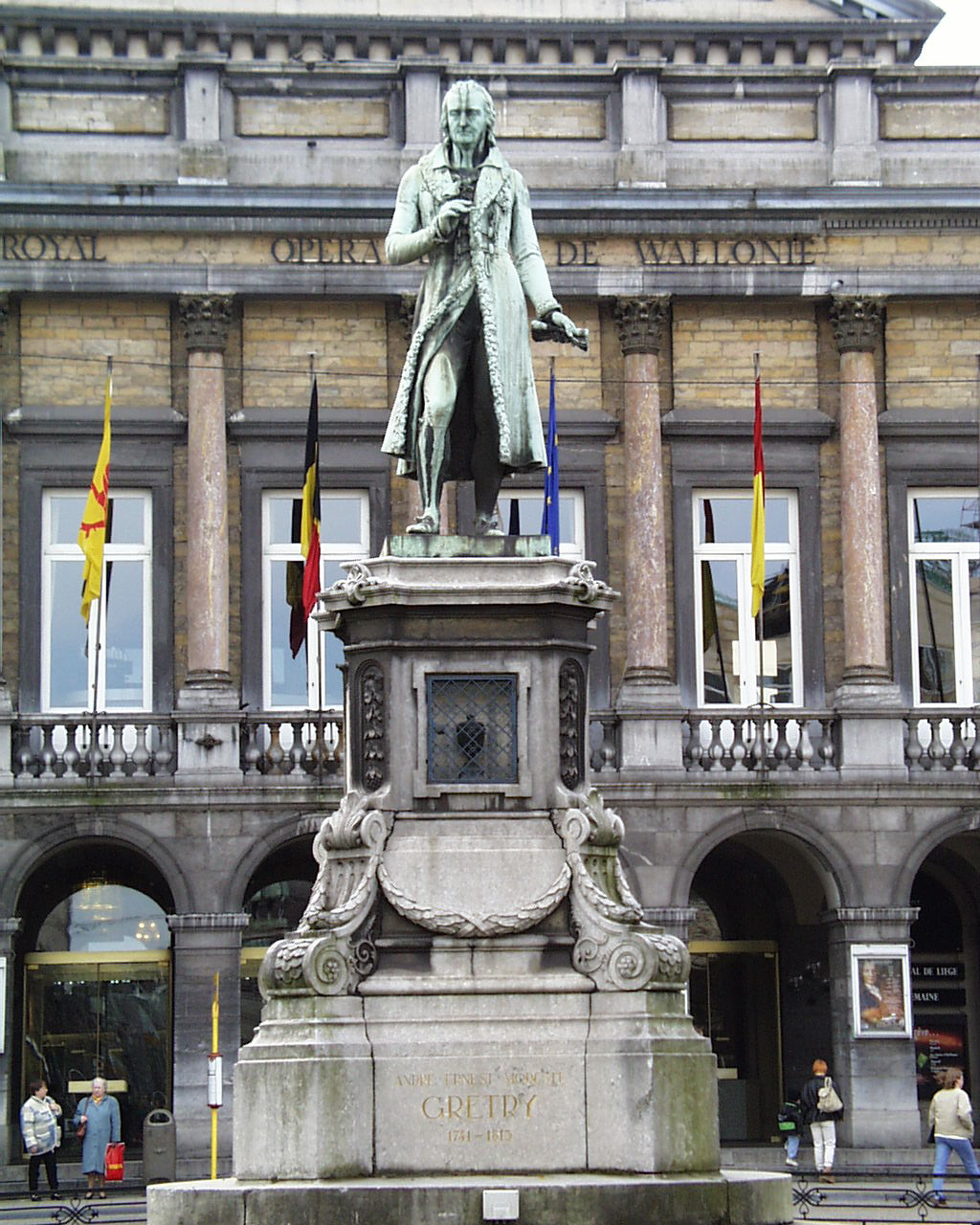
Estàtua amb l'escriny del cor del compositor (darrere la graella)
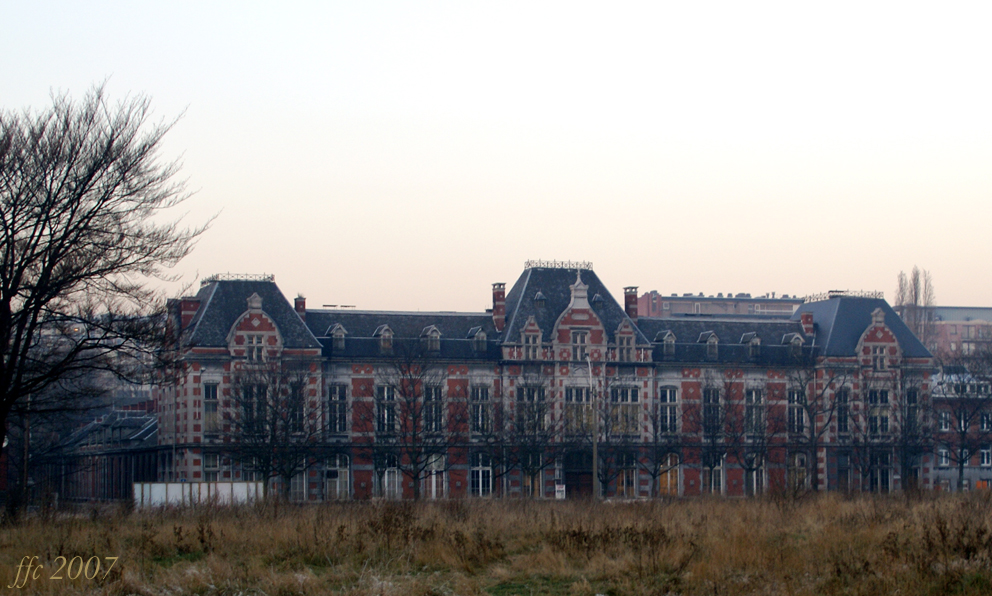
Acadèmia de música André Ernest Modeste Grétry a Lieja
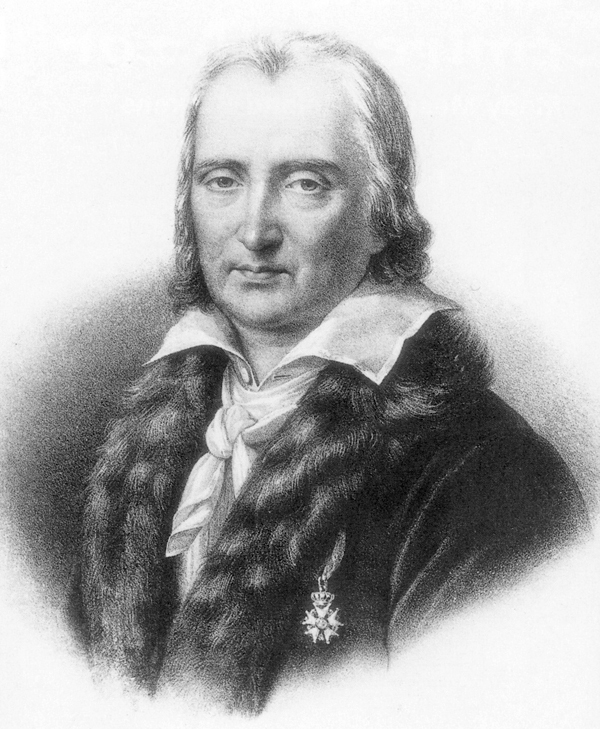
Grétry que duu la seva medalla de la Legió d'Honor
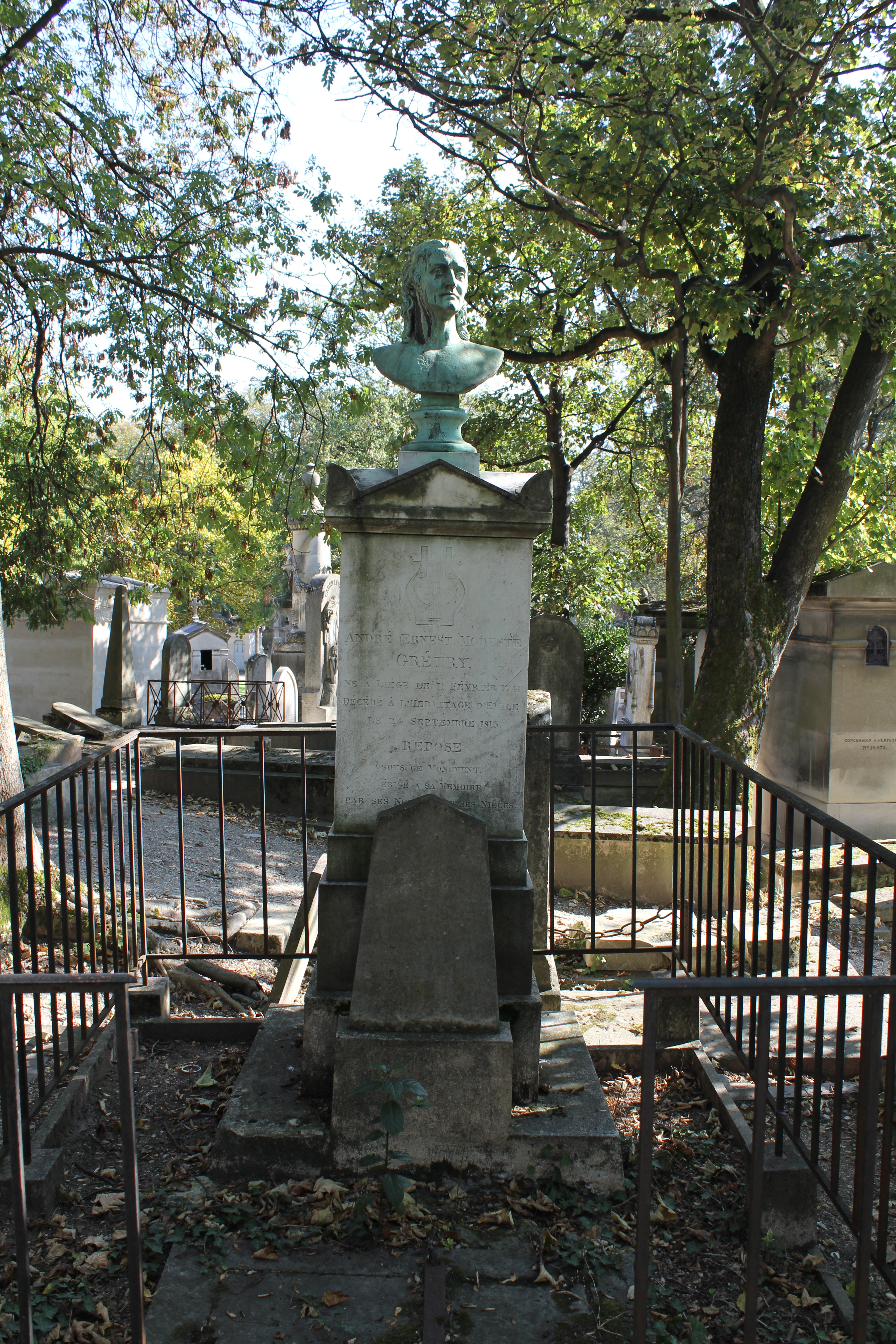
Sepulcre d'André Grétry al Cementiri Père Lachaise

## Òperes
1765–1769
- La vendemmiatrice (carn.1765 Roma Al)
- Isabelle et Gertrude, ou Les sylphes supposés (12.1766 Génève)
- Les mariages samnites (c.1.1768 Paris: P Prince de Conti)
- Le connaisseur (1768; np)
- Le Huron (20.8.1768 ParísCI)
- Lucile (5.1.1769 ParísCI)
- Le tableau parlant (20.9.1769 ParísCI)
- Momus sur la terre (1769? Château de la Roche-Guyon)

1770–1779
- Silvain (19.2.1770 ParísCI)
- Les deux avares (27.10.1770 Fontainebleau)
- L'amitié à l'épreuve (13.11.1770 Fontainebleau)
- Les filles pourvues (31.3.1770 Comédie Italienne, Paris)
- L'ami de la maison (26.10.1771 Fontainebleau)
- Zémire et Azor (9.11.1771 Fontainebleau)
- Le magnifique (4.3.1773 ParísCI)
- La rosière de Salency (23.10.1773 Fontainebleau)
- Céphale et Procris, ou L'amour conjugal (30.12.1773 Versailles)
- La fausse magie (1.2.1775 ParísCI)
- Les mariages samnites [revisió] (12.6.1776 ParísCI)
- Pygmalion (1776? inc)
- Amour pour amour (10.3.1777 Versailles)
- Matroco (3.11.1777 Paris: P Prince de Condé)
- Le jugement de Midas (28.3.1778 Paris: P Mme de Montesson)
- Les trois âges de l'opéra (27.4.1778 ParísO) [Le génie de l'opéra; Les trois âges de la musique]
- Les fausses apparences ou L'amant jaloux (20.11.1778 Versailles)
- Les statues (1778 inc)
- Les événements imprévus (11.11.1779 Versailles)
- Aucassin et Nicolette, ou les mœurs du bon vieux temps (30.12.1779 Versailles)

1780–1789
- Andromaque (6.6.1780 ParísO)
- Emilie, ou La belle esclave (22.2.1781 ParísO)
- Colinette à la cour ou La double épreuve (1.1.1782 ParísO)
- L'embarras des richesses (26.11.1782 ParísO)
- Électre (1782; np)
- Les colonnes d'Alcide (1782; np)
- Thalie au nouveau théâtre (28.4.1783 ParísCI)
- La caravane du Caire (30.10.1783 Fontainebleau)
- L'epreuve villageoise (14.06.1784 Comédie-Italienne)
- Richard Coeur-de-lion (21.10.1784 ParísCI)
- Panurge dans l'île des lanternes (25.1.1785 ParísO)
- Oedipe à Colonne (1785 inc)
- Amphitryon (15.3.1786 Versailles)
- Le mariage d'Antonio (29.7.1786 ParísCI) [+ L. Grétry]
- Les méprises par ressemblance (7.11.1786 Fontainebleau)
- Le comte d'Albert (13.11.1786 Fontainebleau)
- Toinette et Louis (23.3.1787 ParísCI) [+ L. Grétry]
- Le prisonnier anglais (26.12.1787 ParísCI)
- Le rival confident (26.6.1788 ParísCI)
- Raoul Barbe-Bleue (2.3.1789 ParísCI)
- Aspasie (17.3.1789 ParísO)

1790–1799
- Pierre le Grand (13.1.1790 ParísCI)
- Roger et Olivier (c.1790; np) [rev. Les Mariages samnites]
- Guillaume Tell (9.4.1791 ParísCI)
- Cécile et Ermancé, ou les deux couvents (16.1.1792 ParísCI)
- Basile, ou a trompeur, trompeur et demi (17.10.1792 ParísCI)
- Séraphine, ou absente et présente (c.1792; np)
- Le congrès des rois (26.2.1794 ParísOC)
- Joseph Barra (5.6.1794 ParísOC)
- Denys le tyran, maître d'école à Corinthe (23.8.1794 ParísO)
- La fête de la raison (2.9.1794 ParísO) [La rosière républicaine, ou la fête de la vertu]
- Callias, ou nature et patrie (19.9.1794 ParísOC)
- Diogène et Alexandre (1794 inc)
- Lisbeth (10.1.1797 ParísOC)
- Anacréon chez Polycrate (17.1.1797 ParísO)
- Le barbier du village, ou le revenant (6.5.1797 ParísTF)
- Elisca, ou L'amour maternel (1.1.1799 ParísOC)

1800–1803
- Le casque et les colombes (7.11.1801 ParísO)
- Zelmar, ou l'asile (1801; np)
- Le ménage (15.2.1803 ParísO) [Delphis et Mopsa]

## La seva filla
Lucile-Angélique-Dorothée-Louise Grétry (Lucile Grétry) (París, 15 de juliol de 1772 - idem. març de 1790) també fou una compositora.

## Publicacions
Joseph-Henri Mees publica el 1829 a Brussel·les Mémoires on Essais sur la musique, de Grétry.

## Discografia
Denys le tyran, Nuova Era Records, Orchestra Internazionale d'Italia Conductor Francesco Vizioli. Cat: DR 3106 Released 1991